# Steinerberg
Steinerberg ist eine politische Gemeinde im Bezirk Schwyz des Kantons Schwyz in der Schweiz.

## Wappen
Auf dem Wappen ist das Heilige Häuschen abgebildet. Um das Jahr 1400 soll es am Ort der heutigen Kirche, neben einer Linde, gestanden haben.

## Geographie

Historisches Luftbild von Werner Friedli von 1953

Steinerberg liegt auf einer Geländeterrasse des Rossbergs etwa 150 m über dem Lauerzersee und dem Schwyzer Talkessel.

## Wirtschaft
60 % der erwerbstätigen Bevölkerung arbeiten ausserhalb der Gemeinde. Daneben finden 40 % in der Landwirtschaft, Holzbearbeitungsbetrieben, einer Käserei und diversem Kleingewerbe Arbeit.

### Verkehr
Steinerberg liegt an der Strasse Arth–Pfäffikon SZ und in Steinerberg liegt der Bahnhof Steinerberg an der Bahnstrecke Biberbrugg–Arth-Goldau.

## Geschichte
Steinerberg entwickelte sich als Raststelle am Pilgerweg zum Kloster Einsiedeln.
Als eigene Pfarrei wurde Steinerberg 1646 von der Pfarrei Steinen abgetrennt.
Die Wallfahrten waren im 17. und 18. Jahrhundert sehr bedeutend. Zu besonderen Festtagen machten mehrere Tausend Pilger in Steinerberg Station.
Maria Theresia Weber aus Südbaden gründete 1845 eine Ordensgemeinschaft, die sich 1847 den Anbeterinnen des Blutes Christi angegliedert hatte und ein Jahr später offiziell in der Schweiz ausgewiesen wurde.

## Sehenswürdigkeiten

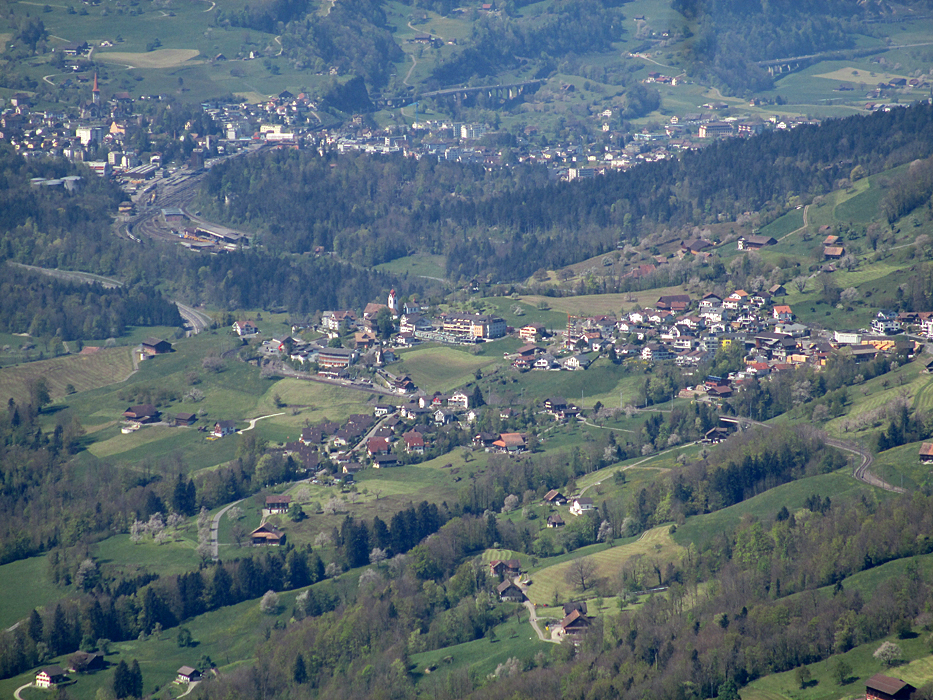
Steinerberg vom Engelstock aus gesehen. Im Hintergrund: Goldau

Die der heiligen Anna gewidmete Pfarrkirche stammt aus dem Jahr 1572. Die Friedhofskapelle wurde 1684 erbaut.